# Van Panhuyskanaal
Van Panhuyskanaal is een kanaal in de gemeente Súdwest-Fryslân, provincie Friesland.

## Beschrijving
Het kanaal is vernoemd naar Johan Æmilius Abraham van Panhuys. Het kanaal sluit aan de oostzijde aan op de Workumertrekvaart (Warkumer Trekfeart) bij Tjerkwerd. In de N359 bevindt zich over het kanaal de Van Panhuysbrug. Het kanaal loopt in westelijke richting langs buurtschap Rijtseterp. In de weg tussen Allingawier en Exmorra ligt een brug. Ten westen van Allingawier is er aan de noordzijde een verbinding met de Makkumervaart (Makkumer Feart) en aan de zuidzijde met de Kleine Zijlroede (Lytse Sylroede). Het ligt ook in de polder Makkumermeer. Ten oosten van Makkum is de naam van het water Groote Zijlroede (Grutte Sylroede).
In 2008 is het kanaal geschikt gemaakt voor grotere, dieper stekende schepen. De vaarweg is in het kader van het Friese Merenproject van de provincie Friesland verdiept en gebaggerd. Het kanaal is daarmee toegankelijk geworden voor schepen met een diepgang van 1.90 m. De provincie startte in maart 2007 met het verdiepen. De werkzaamheden liepen vertraging op door de vondst van munitie uit WOII in de kade en de vaarweg. De munitie is inmiddels opgespoord en vernietigd.

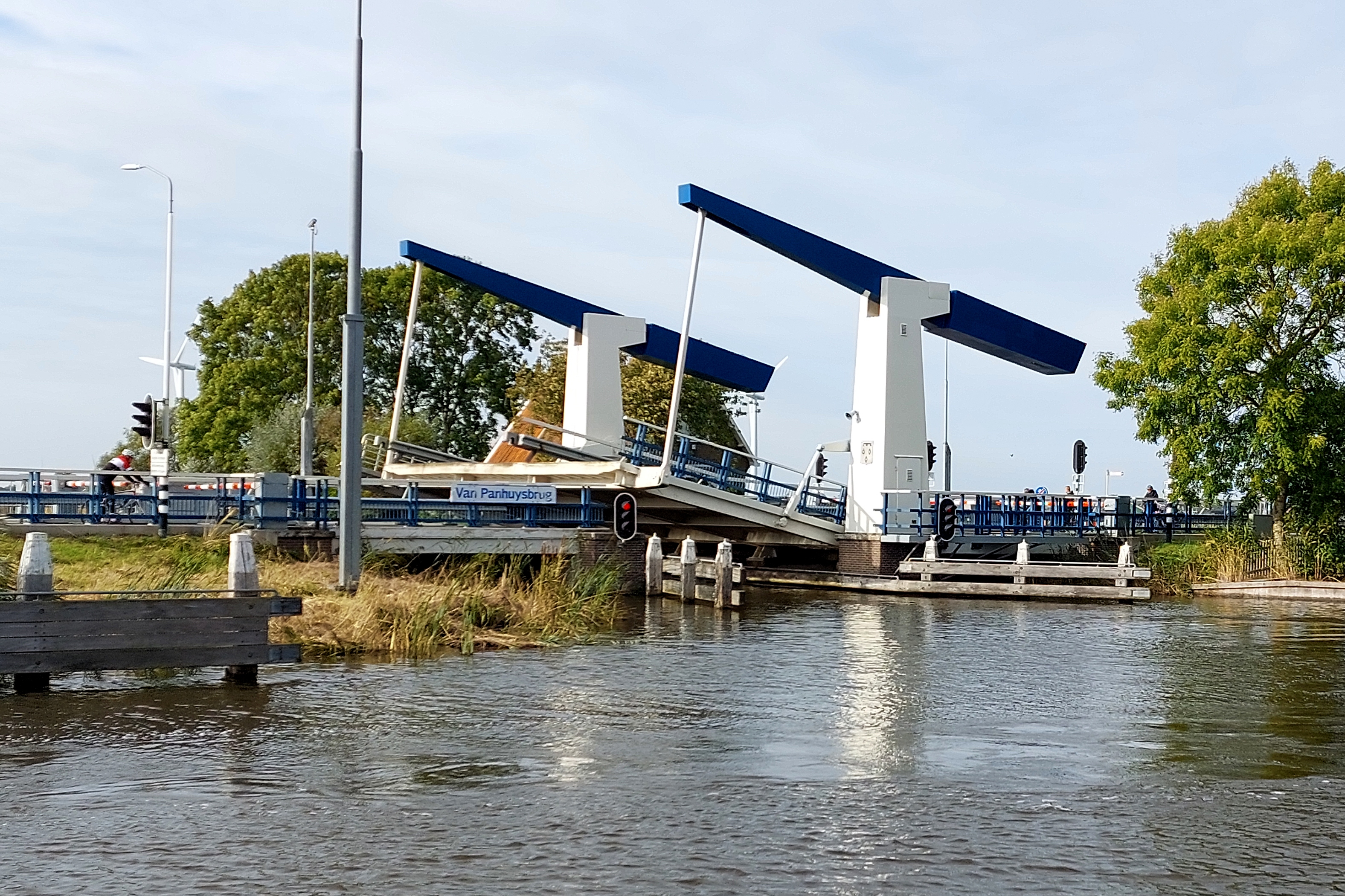
Van Panhuysbrug bij Tjerkwerd
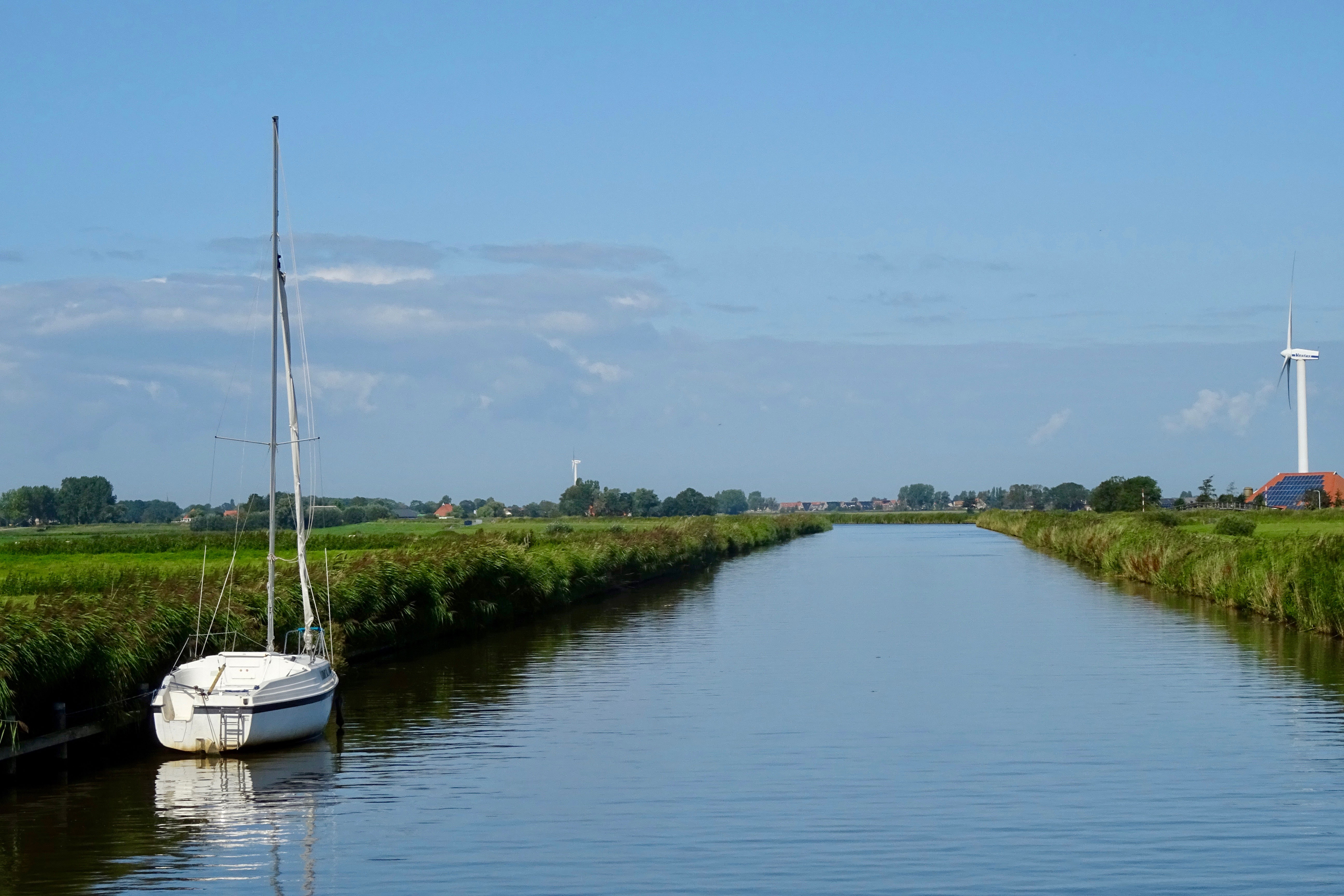